# Hepatopatia
La hepatopatia o malaltia del fetge o malaltia hepàtica, és un tipus de dany o malaltia del fetge. Sempre que dura el transcurs del problema, es produeix una hepatopatia crònica.

## Signes i símptomes
Alguns dels signes i símptomes de la malaltia hepàtica són els següents:
- Icterícia.
- Confusió i alteració de la consciència provocada per encefalopatia hepàtica.
- Trombocitopènia i coagulopatia.[2]
- Risc de símptomes d'hemorràgia, especialment en el tracte gastrointestinal.[3]
- Ascites, l'acumulació de líquid a la cavitat abdominal.

## Causes

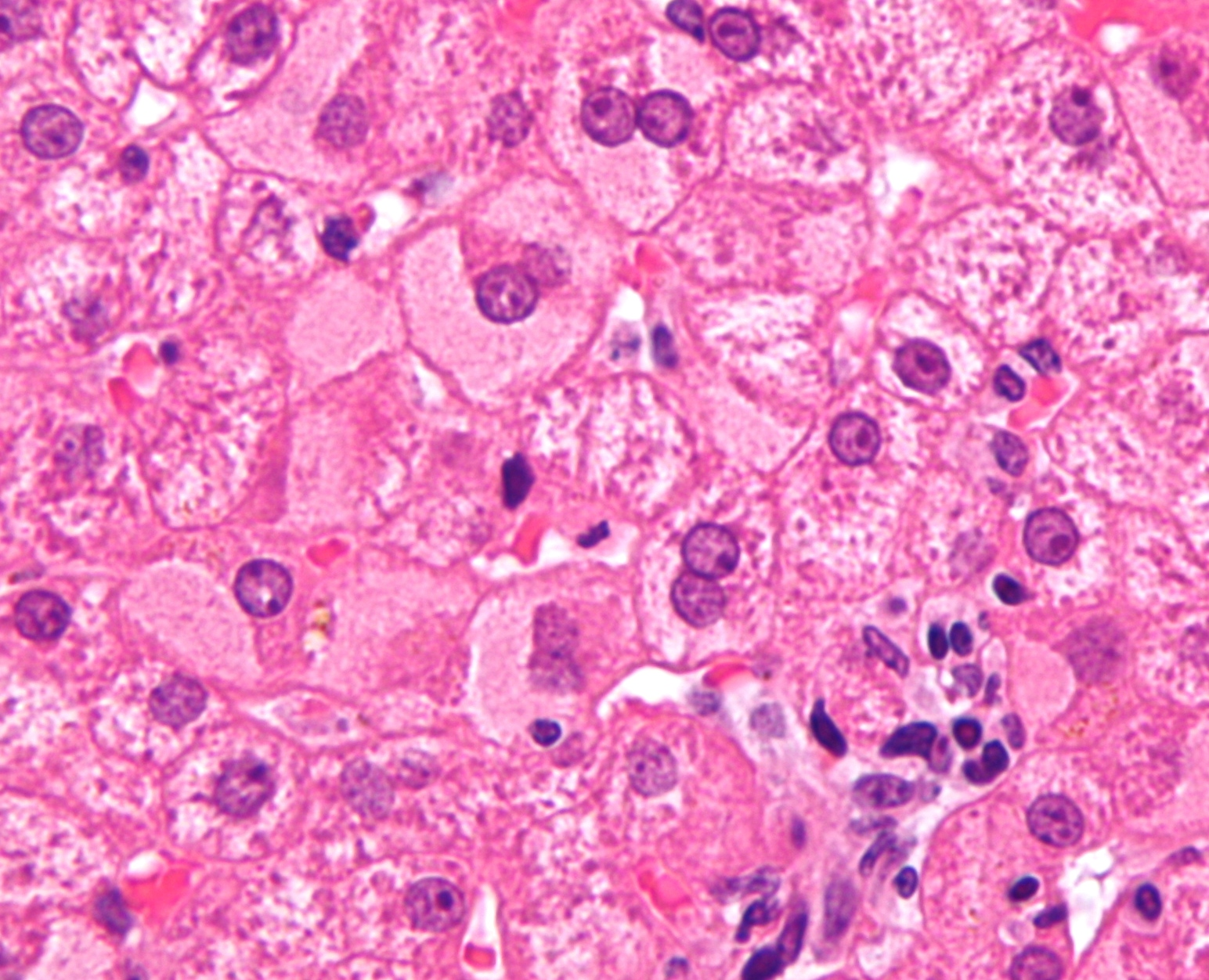
Hepatòcits de vidre molt

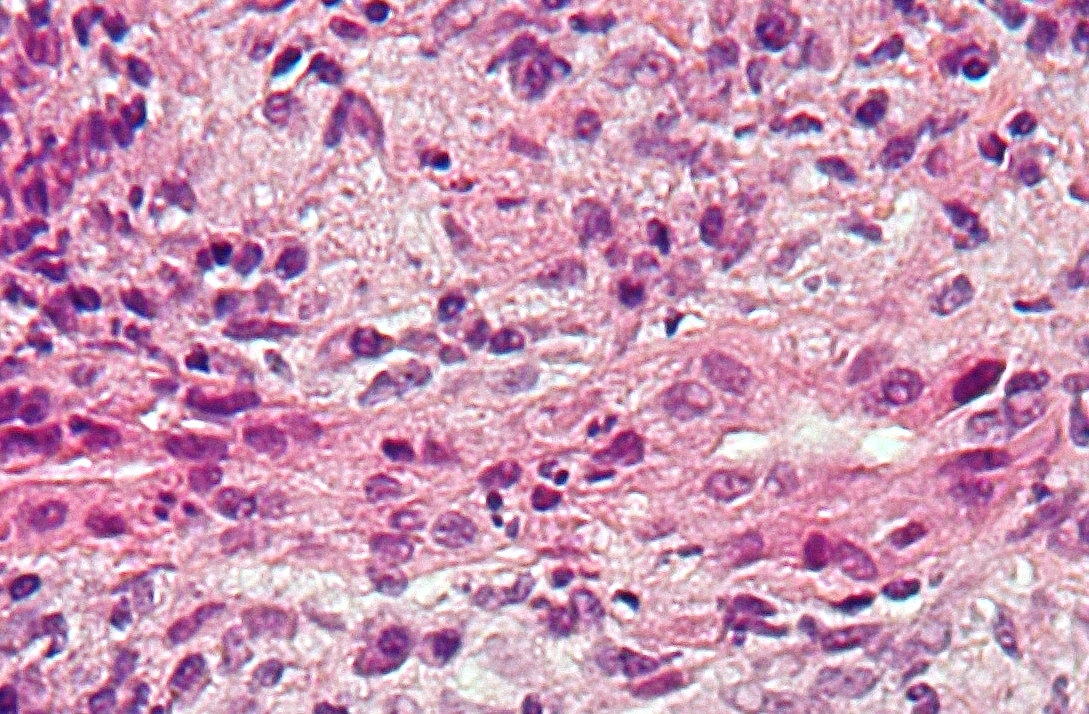
Cirrosi biliar primària

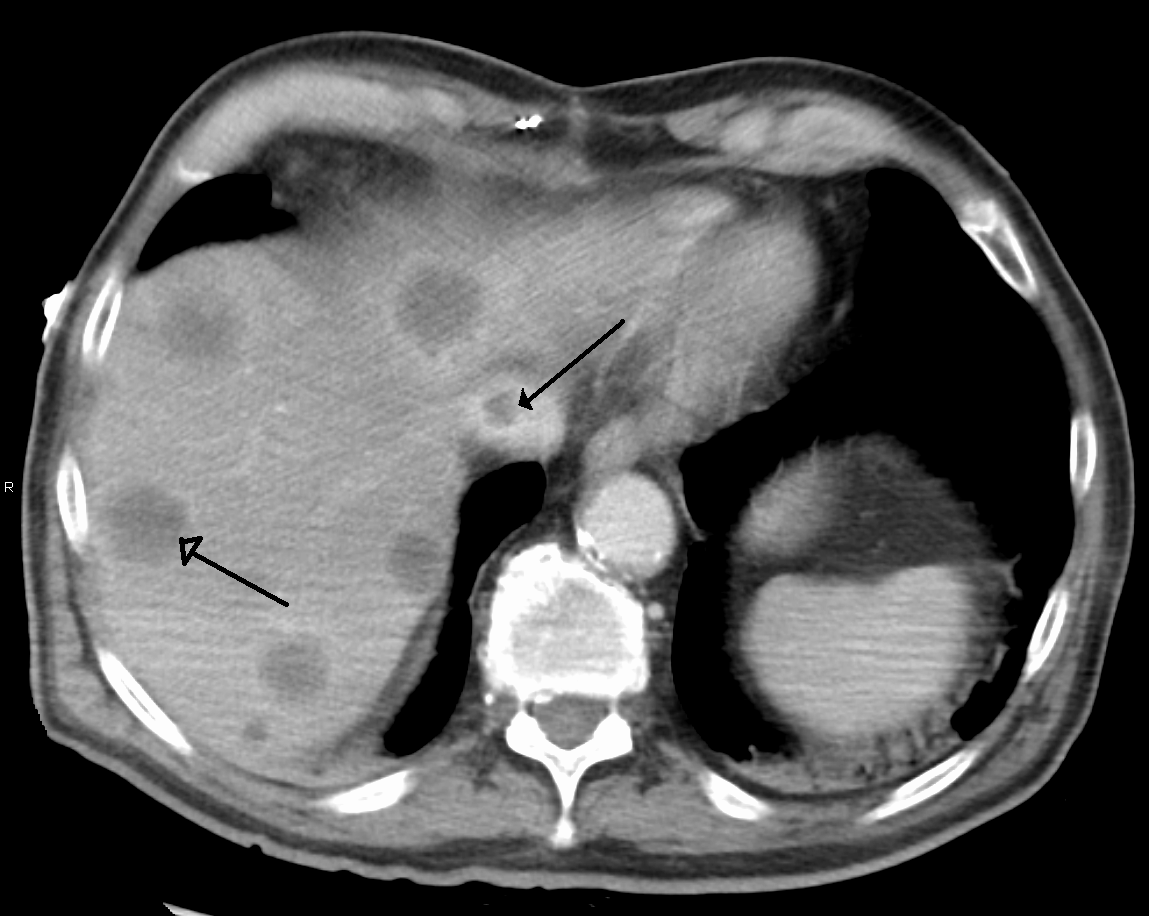
Síndrome de Budd-Chiari

Hi ha més de cent tipus diferents de malalties hepàtiques. Aquests són alguns dels més comuns:
- Hepatitis, inflamació del fetge, és causada per diversos virus (hepatitis vírica) també per algunes toxines hepàtiques (per exemple, hepatitis alcohòlica), autoimmunitat (hepatitis autoimmunitària) o afeccions hereditàries.[5]
- Hepatopatia alcohòlica és una manifestació hepàtica del consum excessiu d'alcohol, que inclou esteatosi hepàtica, hepatitis i cirrosi alcohòliques. Termes analògics com la hepatopatia "induïda per fàrmacs" o "tòxica" també s'utilitzen per referir-se a trastorns causats per diversos medicaments.[6]
- Esteatosi hepàtica (malaltia hepàtica grassa) és un trastorn reversible on a les cèl·lules del fetge s'acumulen grans vacúols de greixos (triglicèrids).[7] Les esteatosis no alcohòliques són un espectre de malalties associades amb l'obesitat i la síndrome metabòlica.[8]
- Malalties hereditàries que causen danys al fetge inclouen l'hemocromatosi,[9] que implica l'acumulació de ferro al cos i la malaltia de Wilson. El dany al fetge és també una característica clínica de la deficiència d'alfa-1-antitripsina[10] i la malaltia de Pompe.[11]
- Síndrome de Gilbert, un trastorn genètic del metabolisme de la bilirubina que es troba en un petit percentatge de la població, pot causar icterícia lleu.[12]
- Cirrosi és la formació de teixit fibrós (fibrosi) en el lloc de les cèl·lules hepàtiques que han mort per diverses causes, incloses l'hepatitis vírica, el consum excessiu d'alcohol i altres formes de toxicitat hepàtica. La cirrosi causa insuficiència hepàtica crònica.[13]
- Cirrosi biliar primària és una greu malaltia autoimmunitària dels capil·lars biliars.[14]
- Càncer de fetge primari es manifesta amb més freqüència com a carcinoma hepatocel·lular i/o colangiocarcinoma; Les formes més rares inclouen angiosarcoma i hemangiosarcoma del fetge. (Molts càncers hepàtics són metàstasis de càncers primaris del tracte gastrointestinal i altres òrgans, com els ronyons, els pulmons.)[15]
- Colangitis esclerosant primària és una greu malaltia inflamatòria crònica del conducte biliar, que es creu que és d'origen autoimmunitari.[16]
- Síndrome de Budd-Chiari és el quadre clínic causat per l'oclusió de la vena hepàtica.[17]
- Amiloïdosi hereditària relacionada amb la transtiretina, el fetge produeix una proteïna, la transtiretina mutada, que té efectes neurodegeneratius i/o cardiopàtics severs. El trasplantament de fetge pot donar una opció de tractament curatiu.[18]
- Fasciolosi, una infecció parasitària del fetge causada per un cuc del gènere Fasciola, principalment Fasciola hepatica.[19]